# Norges Bordtennisforbund
De Norges Bordtennisforbund (NBTF) is de koepelorganisatie in Noorwegen voor de beoefening van het tafeltennis. De NBTF organiseert het tafeltennis in Noorwegen en vertegenwoordigt het Noorse tafeltennis op internationale sportevenementen.
De bond is opgericht in 1920 en is lid van de International Table Tennis Federation. Anno 2014 telde de bond zo'n 5.275 leden, verspreid over 119 verenigingen. 

## Ledenaantallen
Hieronder de ontwikkeling van het ledenaantal en het aantal verenigingen:
| Jaar | Ledenaantallen | Ledenaantallen | Ledenaantallen | Verenigingen |
| Jaar | Mannen         | Vrouwen        | Totaal         | Verenigingen |
| ---- | -------------- | -------------- | -------------- | ------------ |
| 2014 | 4.090          | 1.185          | 5.275          | 119          |
| 2013 | 4.069          | 1.313          | 5.382          | 123          |
| 2012 | 4.500          | 1.143          | 5.643          | 124          |
| 2011 | 4.325          | 1.205          | 5.530          | 123          |
| 2010 | 3.937          | 1.132          | 5.069          | 116          |
| 2009 | 4.025          | 1.165          | 5.190          | 107          |
| 2008 | 3.690          | 1.126          | 4.816          | 114          |
| 2007 | 3.293          | 1.189          | 4.482          | 122          |
| 2006 | 3.313          | 1.029          | 4.342          | 124          |
| 2005 | 3.431          | 938            | 4.369          | 115          |
| 2004 | 4.153          | 1.379          | 5.532          | 114          |
| 2003 | 4.170          | 1.324          | 5.494          | 96           |
| 2002 | 3.697          | 947            | 4.644          | 102          |